# 4295 Wisse
4295 Wisse је астероид главног астероидног појаса чија средња удаљеност од Сунца износи 2,449 астрономских јединица (АЈ).
Апсолутна магнитуда астероида је 13,4.